# جت: محاكمة فيفيان امسالم
جت: محاكمة فيفيان امسالم هو فيلم من نوع دراما أُصدر في 2014. الفيلم من توزيع ليس فيلمز دي لوسانغي ‏ وافلام سيركو ‏، وهو من إخراج وسيناريو رونيت القبص وشلومي القبص ‏.

## القصة
تقع أحداث الفيلم في إسرائيل. فيفيان أمسالم (رونيت إلكابيتز) متزوجة من زوجها إليشع (سيمون أبكريان) منذ أكثر من عشرين عامًا. تذهب إلى محكمة دينية من أجل الحصول على الخلع لأنهما يعيشان منفصلين ولم تعد ترغب في الزواج منه. وهو لا يزال يأمل في لم الشمل ويطلب منها العودة للعيش معه. تأمر محكمة الحاخامات بلم شمل الزوجين على سبيل التجربة وهو ما تحاول فيفيان الامتثال له. بعد عدة محاولات للامتثال للأمر يكون الخلاف الزوجي شديدًا لدرجة أنها تصر على الانفصال وتبدأ محاكمة الطلاق.
على مدار عدة سنوات تكافح فيفيان للحصول على الطلاق ويبذل زوجها قصارى جهده لإبطاء العملية. وعلى الرغم من أنه يحاول إثبات أنه زوج صالح ورجل متدين، إلا أن الشهود يكشفون أن إليشا انتقامي وتافه وأن فيفيان في الواقع لم تكن سعيدة معه لسنوات. بعد أن يتهم شقيق إليشا، الذي يمثله، محامي فيفيان، كارمل الذي يمثله بأنه يحبها، يتشاجر الأخوان ويحاول إليشا تجنب المزيد من المثول أمام المحكمة. ثم يتم احتجازه بتهمة ازدراء المحكمة ويوافق في النهاية على أنه سيطلق زوجته إذا أمرته الهيئة القضائية الحاخامية بذلك. ومع ذلك، عندما يفعلون ذلك يرفض منح الطلاق. تلتمس فيفيان المساعدة والرحمة من اللجنة القضائية، لكنهم يخبرونها أنهم غير قادرين على مساعدتها.
في وقت لاحق تعود فيفيان وإليشع إلى المحكمة بعد أن توصلا إلى اتفاق على الطلاق. يوقع الشهود على العقد ويعطي الحاخامات الوثيقة إلى إليشا ليسلمها إلى فيفيان. لكن خلال مراسم الطلاق، يجد إليشع نفسه غير قادر على القول بأن فيفيان حرة في أن تكون مع رجال آخرين. تُطرد فيفيان وإليشع من المحكمة. يتوسل إليشا لمقابلة فيفيان في اللحظة الأخيرة ويوافق على منحها الطلاق إذا وعدته بعدم الارتباط برجل آخر. تعد فيفيان بذلك ويعود الاثنان إلى قاعة المحكمة لإتمام طلاقهما.

## طاقم التمثيل
- Abraham Celektar  [لغات أخرى]‏
- Albert Iluz  [لغات أخرى]‏
- Eli Gorenstein [الإنجليزية]‏
- غابي العمراني  [لغات أخرى]‏
- منشه نوي  [لغات أخرى]‏
- روبي بورات شوفال [الإنجليزية]‏
- سيمون ابكاريان
- ساسون جاباي
- روبرتو بولاك  [لغات أخرى]‏
- زائيف ريفاش
- رونيت القبص
- كيرين مور
- رامي دانون  [لغات أخرى]‏
- Evelin Hagoel [الإنجليزية]‏
- Shmil Ben Ari [الإنجليزية]‏

## الإنتاج
موسيقى الفيلم التصويرية كانت من تأليف Dikla ‏.

## وصلات خارجية
- جت: محاكمة فيفيان امسالم على موقع IMDb (الإنجليزية)
- جت: محاكمة فيفيان امسالم على موقع ميتاكريتيك (الإنجليزية)
- جت: محاكمة فيفيان امسالم على موقع روتن توميتوز (الإنجليزية)
- جت: محاكمة فيفيان امسالم على موقع قاعدة بيانات الأفلام العربية
- جت: محاكمة فيفيان امسالم على موقع ألو سيني (الفرنسية)
- جت: محاكمة فيفيان امسالم على موقع Turner Classic Movies (الإنجليزية)
- جت: محاكمة فيفيان امسالم على موقع أول موفي (الإنجليزية)
- جت: محاكمة فيفيان امسالم على موقع بوكس أوفيس موجو (الإنجليزية)
- جت: محاكمة فيفيان امسالم على موقع فيلمافينيتي (الإسبانية)
- جت: محاكمة فيفيان امسالم على موقع قاعدة بيانات الأفلام السويدية (السويدية)